# اندیس سنگ تزئینی کوه قره قورخان
سنگ تزئینی کوه قره قورخان یک اندیس مصالح ساختمانی است که در حوالی شهر آوج استان قزوین قرار دارد و مادهٔ معدنی موجود در آن، سنگ تزئینی است.سنگ میزبان این اندیس سنگ آهک کریستالیزه است و دیرینگی آن به دوران الیگومیوسن می‌رسد. 